# Добросусідська вулиця (Київ)
Добросусі́дська ву́лиця — вулиця у Солом'янському районі м. Києва, місцевість Совки. Пролягає від Крутогірної вулиці до вулиці Андрія Норова.
До вулиці прилучаються Добросусідський провулок та Рибна вулиця.

## Історія
За даними довідника «Вулиці Києва», виникла у 50-х роках ХХ століття із зазначенням, що подекуди містить і давнішу забудову, адже початки формування вулиці — це 1920–30-і роки. Первісно вулиця назви не мала, але невдовзі отримала назву 10-а Нова́. Сучасна назва — з 1958 року.